# ارهارتینگ
ارهارتینگ (به آلمانی: Erharting) یک شهر در آلمان است که در بایرن واقع شده‌است.

## خصوصیات
ارهارتینگ ۱۳٫۶۹ کیلومترمربع مساحت دارد ۳۹۰-۴۷۰ متر بالاتر از سطح دریا واقع شده‌است.